# Trosly-Breuil
 Trosly-Breuil  es una población y comuna francesa, en la región de Picardía, departamento de Oise, en el distrito de Compiègne y cantón de Attichy.

## Demografía
| 1524 | 1963 | 2098 | 1972 | 2034 | 2164 |
| Para los censos de 1962 a 1999 la población legal corresponde a la población sin duplicidades (Fuente: INSEE [Consultar]) |      |      |      |      |      |